# Julian Reinard
Julian Reinard (* 5. März 1983 in Scherzingen, Schweiz) ist ein deutscher Fußballspieler, der auch den Schweizer Pass besitzt. 

## Karriere
Aufgewachsen in Allensbach am Bodensee spielte er zunächst in der Jugend des SV Allensbach, ehe er über den FC Konstanz und den FC Schaffhausen zum SC Freiburg kam. Er besuchte dort das Fußballinternat und machte während seiner Ausbildung in der Jugend und der zweiten Mannschaft des SC das Abitur. 
Profitrainer Volker Finke bezeichnete Reinard als den „Torhüter der Zukunft“ des SC. Kurz darauf vertrat er während der letzten Spiele der Saison 2003/04 die verletzten Stammtorhüter Richard Golz und Timo Reus. Nach anfänglich guten Leistungen zeigte er jedoch zunehmend Schwächen und verschuldete mehrere Gegentreffer. Während der Saison 2004/05 verdrängte er dann Reus als Nummer 2 und kam in der Bundesliga zwei Mal zum Einsatz. Während er nach einer überzeugenden Leistung gegen im Bundesligaspiel gegen den FC Bayern München am 26. Februar noch als Nachfolger von Golz spätestens zum Jahr 2006 gehandelt wurde, wurde seine katastrophale Leistung bei der 0:7-Niederlage im Pokalspiel wenige Tage später ebenfalls gegen die Bayern  zu einem für ihn traumatischen Erlebnis, die ihm die Chance verbaute, dauerhaft zumindest die Nummer 2 zu werden. Statt die Golz-Nachfolge anzutreten, konnten sich Reinard und der SC Freiburg nicht über eine Vertragsverlängerung einigen und trennten sich im Sommer 2006. 
Nach einem Probetraining im Oktober 2006 beim israelischen Erstligisten Hakoah Amidar Ramat Gan wurde er vom Aufsteiger verpflichtet und wurde durch seinen Einsatz am 23. Oktober 2006 bei einem 3:3 gegen Maccabi Haifa der erste deutsche Spieler, der für ein israelisches Team auflief. Doch wegen Leistenproblemen trennten sich Reinard und Hakoah bereits nach „eineinhalb Spielen“. Nach den Stationen FC Wil und BSV 07 Schwenningen spielte er sowohl als Verteidiger, als auch als Torhüter beim Amateurclub FC Neustadt. Dafür studiert er ab Oktober 2008 an der Fachhochschule Schwenningen. Im Sommer 2008 wollte er während der Olympischen Sommerspiele 2008 in Peking chinesische Jugendliche in einer Fußballschule trainieren, was jedoch durch Verbote der Regierung verhindert wurde. Seit der Winterpause 2008/09 war Reinard außerdem Co-Trainer von Torsten Willmann.
Im Sommer 2011 wechselte Julian Reinard zum Schweizer Verein FC Kreuzlingen in die 2. Liga interregional. Dort kam er in der Gruppe 6 als Torhüter zu Beginn der Saison zum Einsatz, bevor er durch Javier Belda verdrängt wurde.
2014 war er noch für den Haselünner SV aktiv und verdiente danach sein Geld bei einem Haushaltsgerätehersteller, für den er in der chinesischen Niederlassung arbeitete.